# ウィズエアー

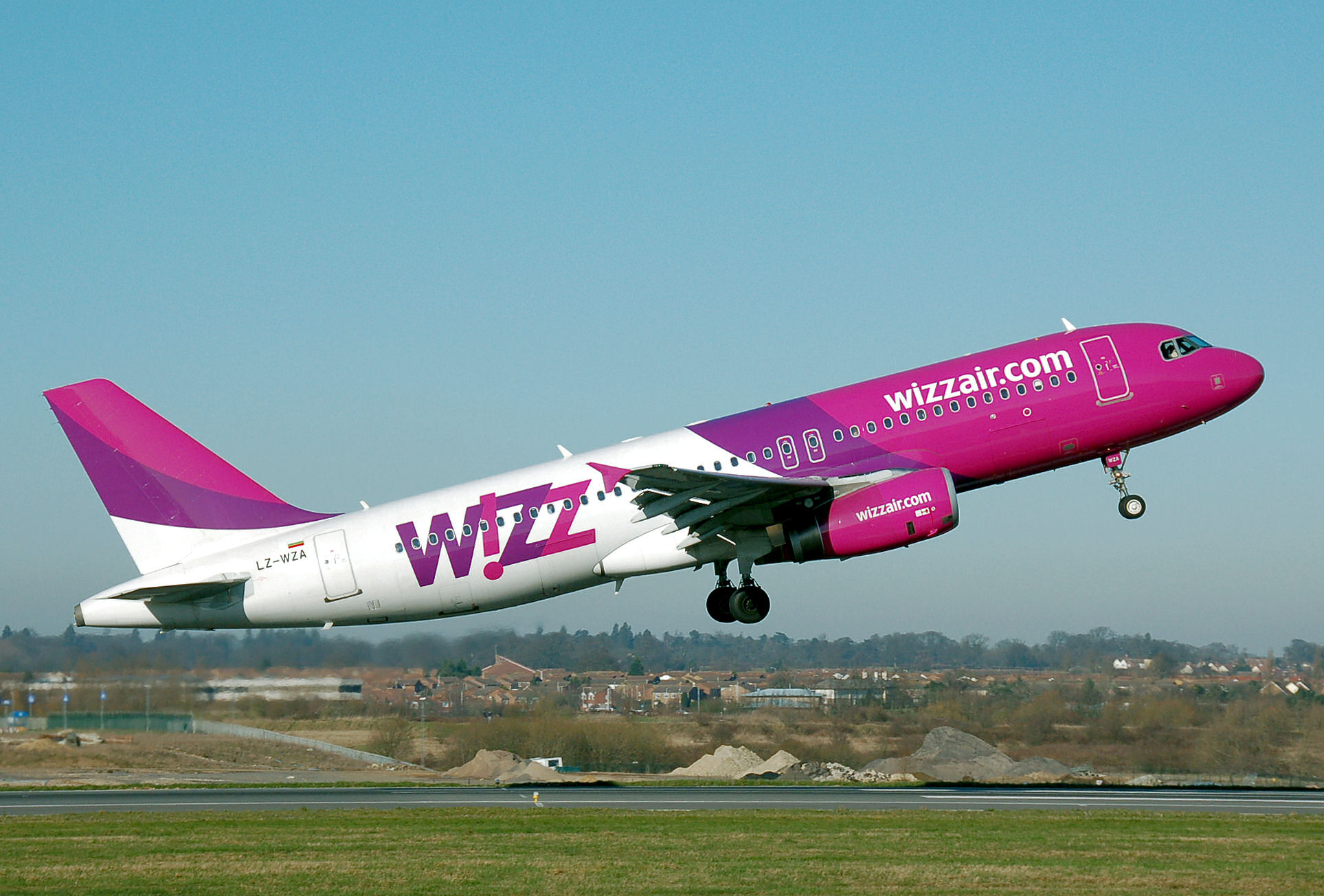
ロンドン·ルートン空港から離陸するウィズエアーのエアバス A320-200

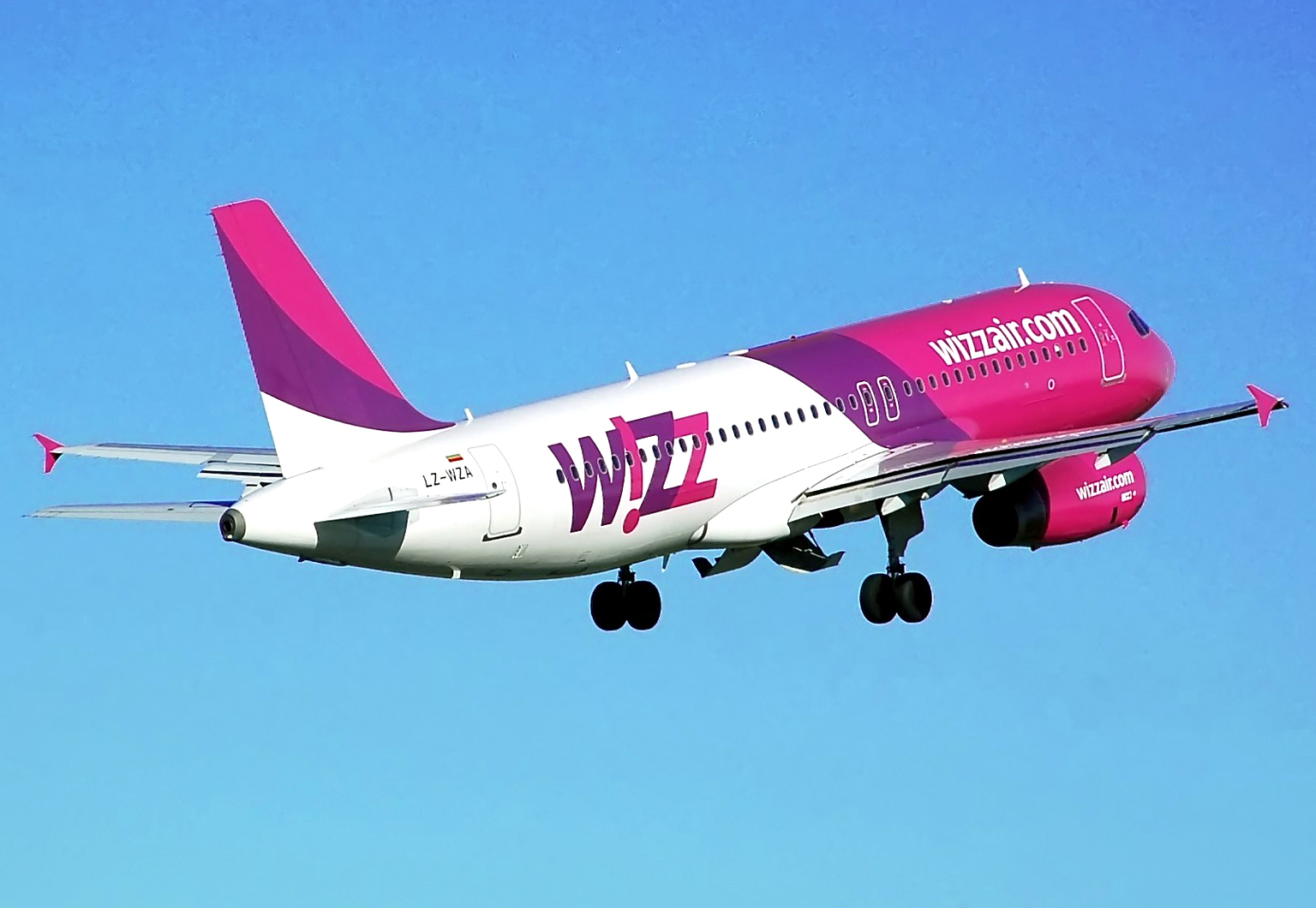
ウィズエアーのエアバス A320-200

ウィズエアー（Wizz Air)は、ハンガリーの航空会社。2003年に設立、翌2004年より運航を開始した格安航空会社である。ハンガリーのフラッグ・キャリアだったマレーヴ・ハンガリー航空が2012年に破産して以来、同国で唯一の定期旅客便を運航する航空会社となっている。

## 概要
最初のフライトは、ポーランドとハンガリーが欧州連合に加盟した19日後の2004年5月19日にカトヴィッツェから運航された。
就航開始から3カ月半の間に25万人、就航開始から1年で140万人、現在までに1,000万人の乗客に利用されている。
2007年においては、ポーランドの就航ルートにおいて、290万人に利用された。
現在のCEO兼会長は前マレーヴ・ハンガリー航空のCEOであった、József Váradiである。
本社をハンガリーに置き、オペレーティング支社をポーランド、ブルガリアに置く。
2005年9月にはウィズエアー・ブルガリアを設立。
ウィズエアーの最高経営責任者であるJózsef Váradiは2007年度アーンスト・アンド・ヤング"Brave Innovator"を受賞した。
2008年にはウクライナにおいて初の格安航空会社として就航を開始した。
2012年にハンガリーのフラッグキャリアだったマレーヴ・ハンガリー航空が倒産したため、それ以後、2024年の現在に至るまで、ハンガリーにおける最大の航空会社となった。

## 就航地

ウィズエアの目的地

| 就航地           | 都市                      | 空港                                |            |
| ヨーロッパ       | ヨーロッパ                | ヨーロッパ                          | ヨーロッパ |
| ---------------- | ------------------------- | ----------------------------------- | ---------- |
| ハンガリー       | ブダペスト                | リスト・フェレンツ国際空港          | ハブ空港   |
| ハンガリー       | デブレツェン              | デブレツェン国際空港                | 焦点空港   |
| イギリス         | ロンドン                  | ガトウィック空港                    |            |
| イギリス         | ロンドン                  | ルートン空港                        |            |
| イギリス         | リバプール                | リバプール・ジョン・レノン空港      |            |
| イギリス         | グラスゴー                | グラスゴー国際空港                  |            |
| イギリス         | バーミンガム              | バーミンガム空港                    |            |
| ルーマニア       | ブラショフ                | ブラショフ国際空港                  |            |
| ルーマニア       | ブカレスト                | アウレル・ヴライク国際空港          |            |
| ルーマニア       | ブカレスト                | アンリ・コアンダ国際空港            |            |
| ルーマニア       | トゥルグ・ムレシュ        | トゥルグ・ムレシュ国際空港          |            |
| フランス         | パリ                      | オルリー空港                        |            |
| フランス         | ニース                    | コート・ダジュール空港              |            |
| イタリア         | フィウミチーノ            | フィウミチーノ空港                  |            |
| イタリア         | ミラノ                    | ミラノ・マルペンサ空港              |            |
| イタリア         | アルゲーロ                | アルゲーロ空港                      |            |
| イタリア         | バーリ                    | バーリ空港                          |            |
| イタリア         | カターニア                | カターニア＝フォンターナロッサ空港  |            |
| イタリア         | ジェノヴァ                | ジェノヴァ=セストリ空港             |            |
| イタリア         | サレルノ                  | サレルノ コスタ・デ・アマルフィ空港 |            |
| スペイン         | バルセロナ                | バルセロナ＝エル・プラット空港      |            |
| スペイン         | マドリード                | マドリード空港                      |            |
| スペイン         | バレンシア                | リスト・フェレンツ国際空港          |            |
| スペイン         | マラガ                    | マラガ＝コスタ・デル・ソル空港      |            |
| スペイン         | パルマ・デ・ マリョルカ   | パルマ・デ・マリョルカ空港          |            |
| スペイン         | テネリフェ                | テネリフェ・スール空港              |            |
| スペイン         | アリカンテ                | アリカンテ空港                      |            |
| スペイン         | ジローナ                  | ジローナ＝コスタ・ブラバ空港        |            |
| スペイン         | ラス・パルマス            | グランカナリア空港                  |            |
| モンテネグロ     | ポドゴリツァ              | ポドゴリツァ空港                    |            |
| スウェーデン     | ストックホルム            | ストックホルム・アーランダ空港      |            |
| モルドバ         | キシナウ                  | キシナウ国際空港                    |            |
| アイスランド     | レイキャビク              | ケプラヴィーク国際空港              |            |
| 北マケドニア     | スコピエ                  | スコピエ空港                        |            |
| ベルギー         | シャルルロワ              | シャルルロワ空港                    |            |
| アゼルバイジャン | バクー                    | ヘイダル・アリエフ国際空港          |            |
| アルメニア       | エレバン                  | ズヴァルトノッツ国際空港            |            |
| アルバニア       | ティラナ                  | ティラナ国際空港                    |            |
| スイス           | バーゼル                  | ユーロエアポート・バーゼル          |            |
| ジョージア       | クタイシ                  | クタイシ国際空港                    |            |
| ブルガリア       | ブルガス                  | ブルガス国際空港                    |            |
| マルタ           | バレッタ                  | マルタ国際空港                      |            |
| ポルトガル       | フンシャル                | マデイラ空港                        |            |
| ポルトガル       | リスボン                  | ウンベルト・デルガード空港          |            |
| オランダ         | アイントホーフェン        | アイントホーフェン空港              |            |
| ギリシャ         | アテネ                    | アテネ国際空港                      |            |
| ギリシャ         | テッサロニキ              | テッサロニキ・マケドニア国際空港    |            |
| ギリシャ         | サントリー二島            | サントリー二空港                    |            |
| ギリシャ         | ロドス島                  | ロドス国際空港                      |            |
| ギリシャ         | ザキントス島              | ザキントス空港                      |            |
| ギリシャ         | イラクリオン              | イラクリオン国際空港                |            |
| ギリシャ         | ケルキラ島                | コルフ国際空港                      |            |
| キプロス         | ラルナカ                  | ラルナカ国際空港                    |            |
| ドイツ           | シュツットガルト          | シュツットガルト空港                |            |
| ドイツ           | ドルトムント              | ドルトムント空港                    |            |
| ドイツ           | メミンゲン                | メミンゲン空港                      |            |
| ドイツ           | ベルリン                  | ベルリン・ブランデンブルク国際空港  |            |
| トルコ           | アンタルヤ                | アンタルヤ空港                      |            |
| トルコ           | イスタンブール            | イスタンブール空港                  |            |
| ポーランド       | ワルシャワ                | ワルシャワ・ショパン空港            |            |
| デンマーク       | コペンハーゲン            | コペンハーゲン空港                  |            |
| 中東             |                           |                                     |            |
| サウジアラビア   | ジッダ                    | キング・アブドゥルアジズ国際空港    |            |
| サウジアラビア   | リヤド                    | キング・ハーリド国際空港            |            |
| イスラエル       | テルアビブ                | ベン・グリオン国際空港              |            |
| アラブ首長国連邦 | アブダビ                  | ザイード国際空港                    |            |
| アラブ首長国連邦 | ドバイ                    | ドバイ国際空港                      |            |
| ヨルダン         | アンマン                  | クィーンアリア国際空港              |            |
| アフリカ         |                           |                                     |            |
| エジプト         | ギザ                      | ギザ・フェニックス国際空港          |            |
| エジプト         | フルガダ                  | フルガダ国際空港                    |            |
| エジプト         | シャルム・エル ・シェイク | シャルム・エル・シェイク国際空港    |            |
| モロッコ         | マラケシュ                | マラケシュ・ナメラ空港              |            |

## 保有機材

### 現在の保有機材
| 機種             | 保有数 | 発注数 | 座席数 |
| ---------------- | ------ | ------ | ------ |
| エアバスA320-200 | 19     |        | 180    |
| エアバスA321-200 | 33     |        | 230    |
| エアバスA321neo  | 46     | 2      | 239    |
| エアバスA321XLR  | 1      | 46     | 239    |
| 合計             | 99     | 48     |        |

### 過去の保有機材
| 機種              | 導入年    | 導入数 （合計） | 座席数 | 備考                             |
| ----------------- | --------- | --------------- | ------ | -------------------------------- |
| エアバスA320neo   | 2020-2023 | 6               | 186    | 子会社のウィズエアーマルタに移籍 |
| エアバスA330-200F | 2020-2024 | 1               | 貨物   | ハンガリー政府が保有             |

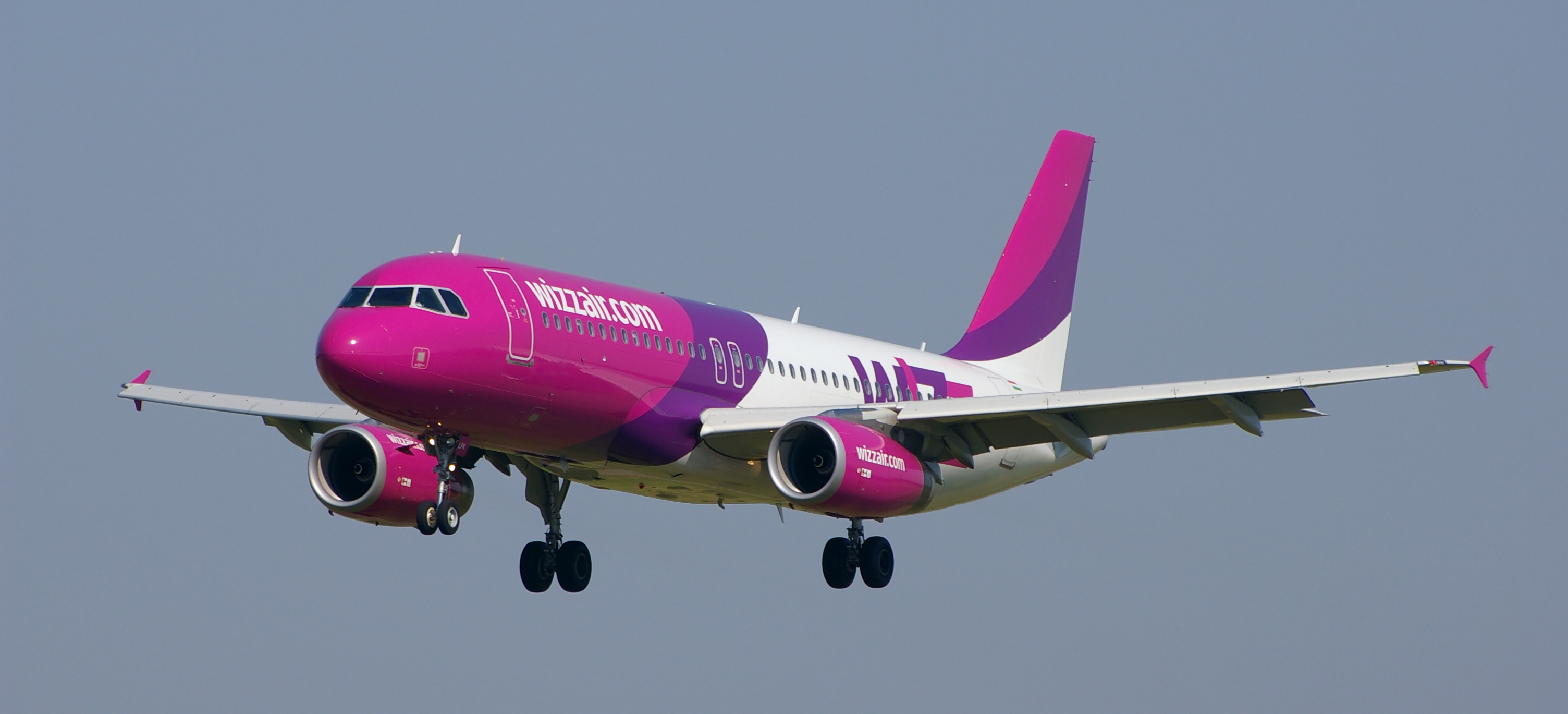
エアバスA320‐200（旧塗装）
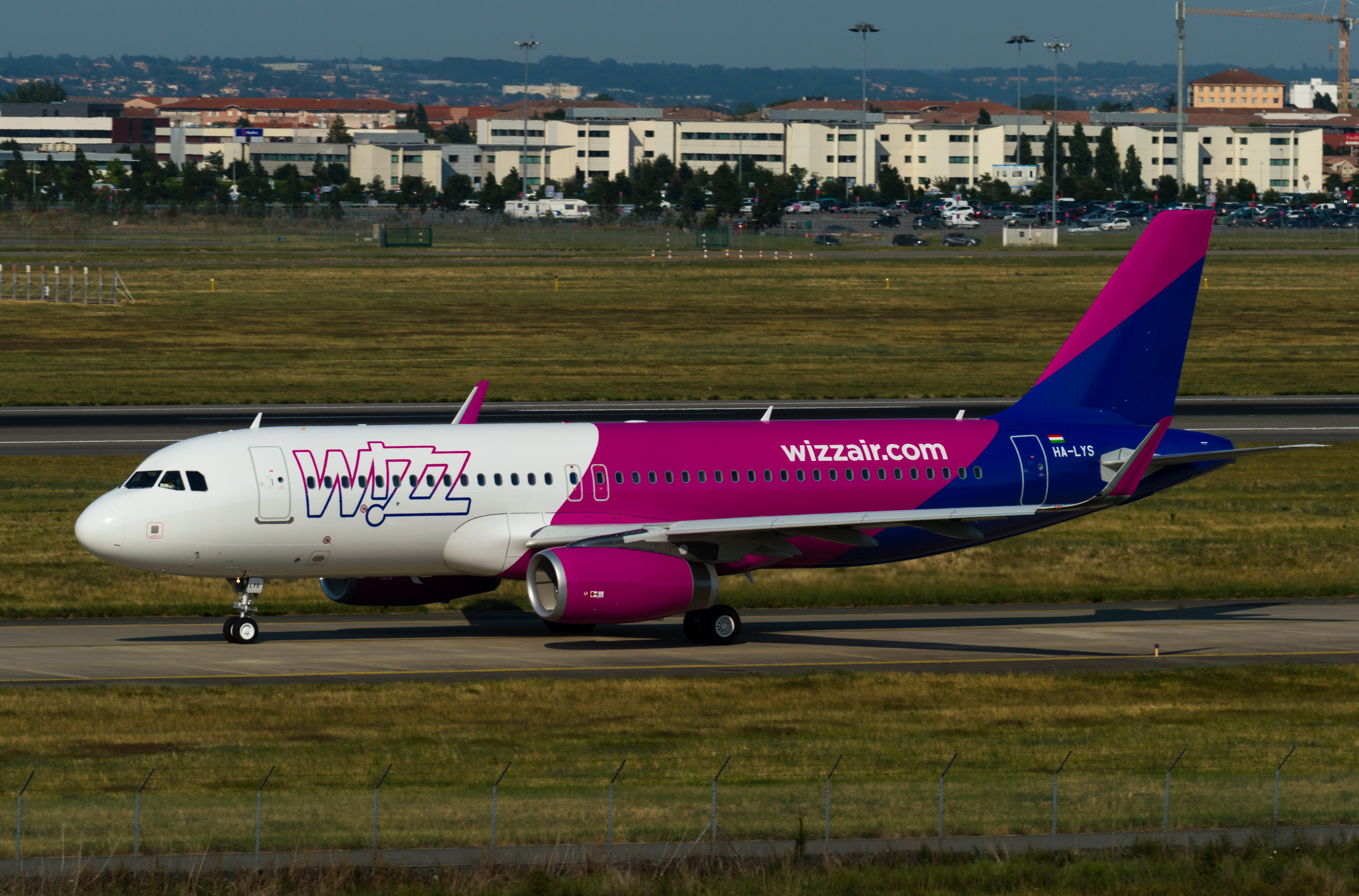
エアバスA320‐200（新塗装）
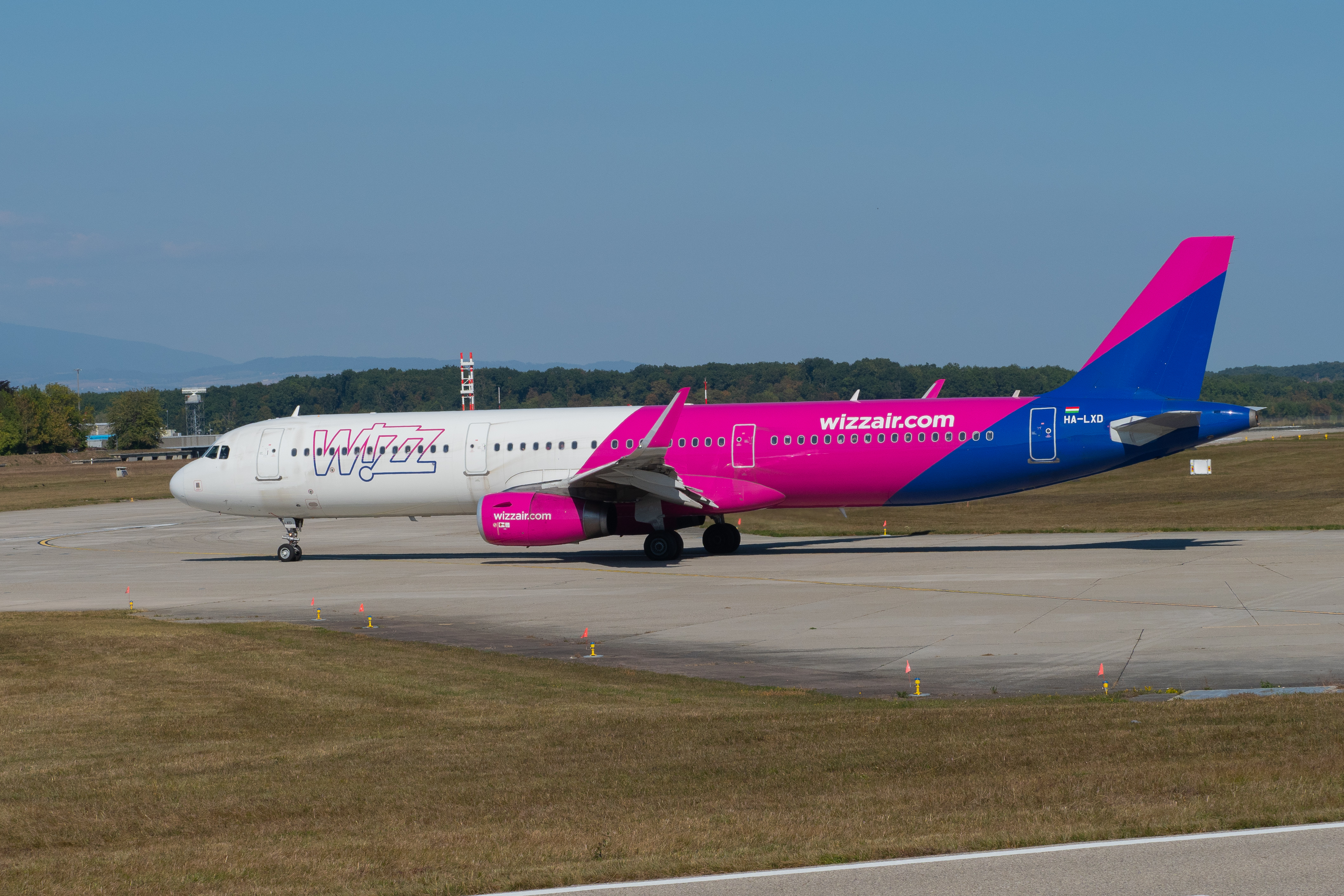
エアバスA321‐200（新塗装）
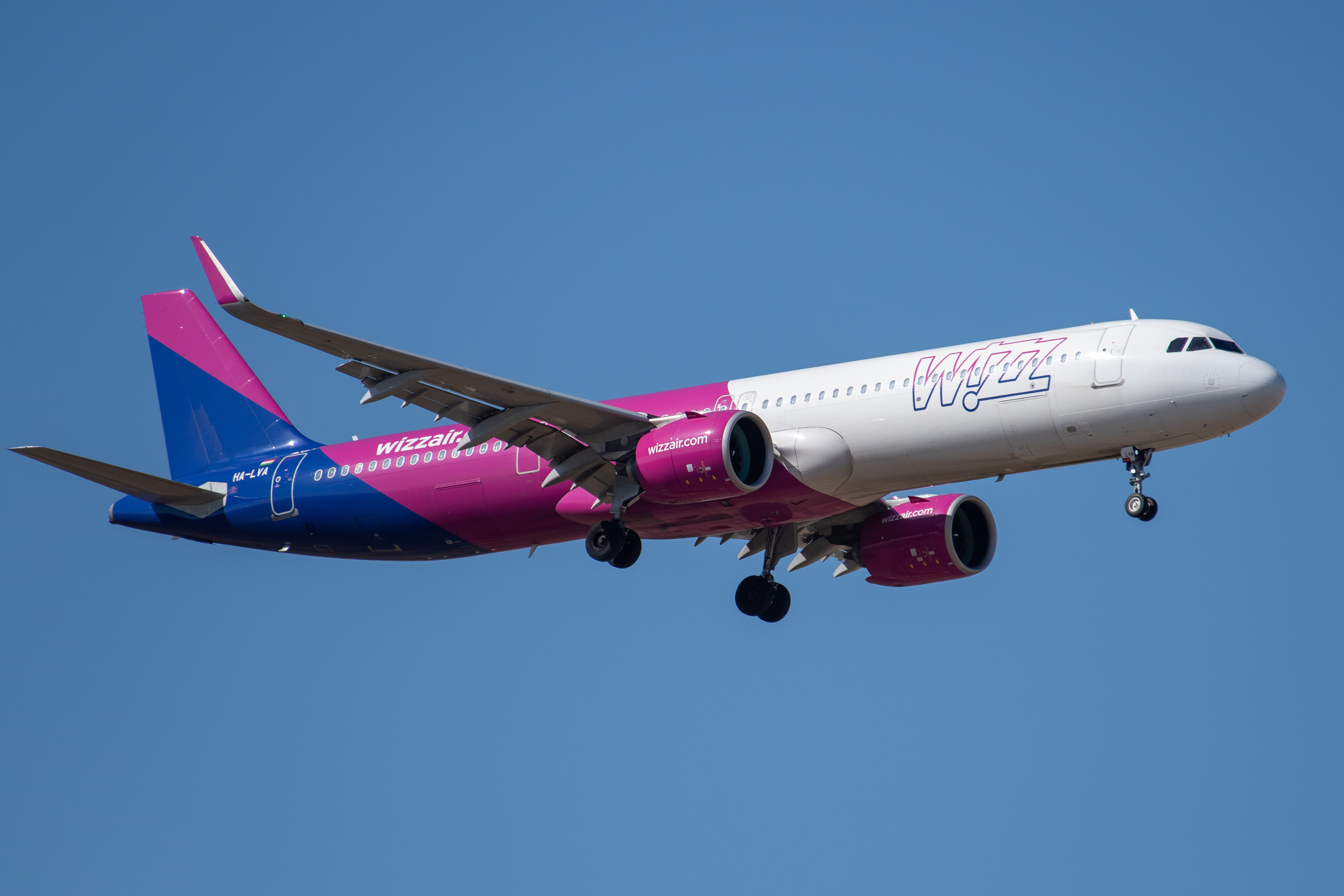
エアバスA321neo（新塗装）
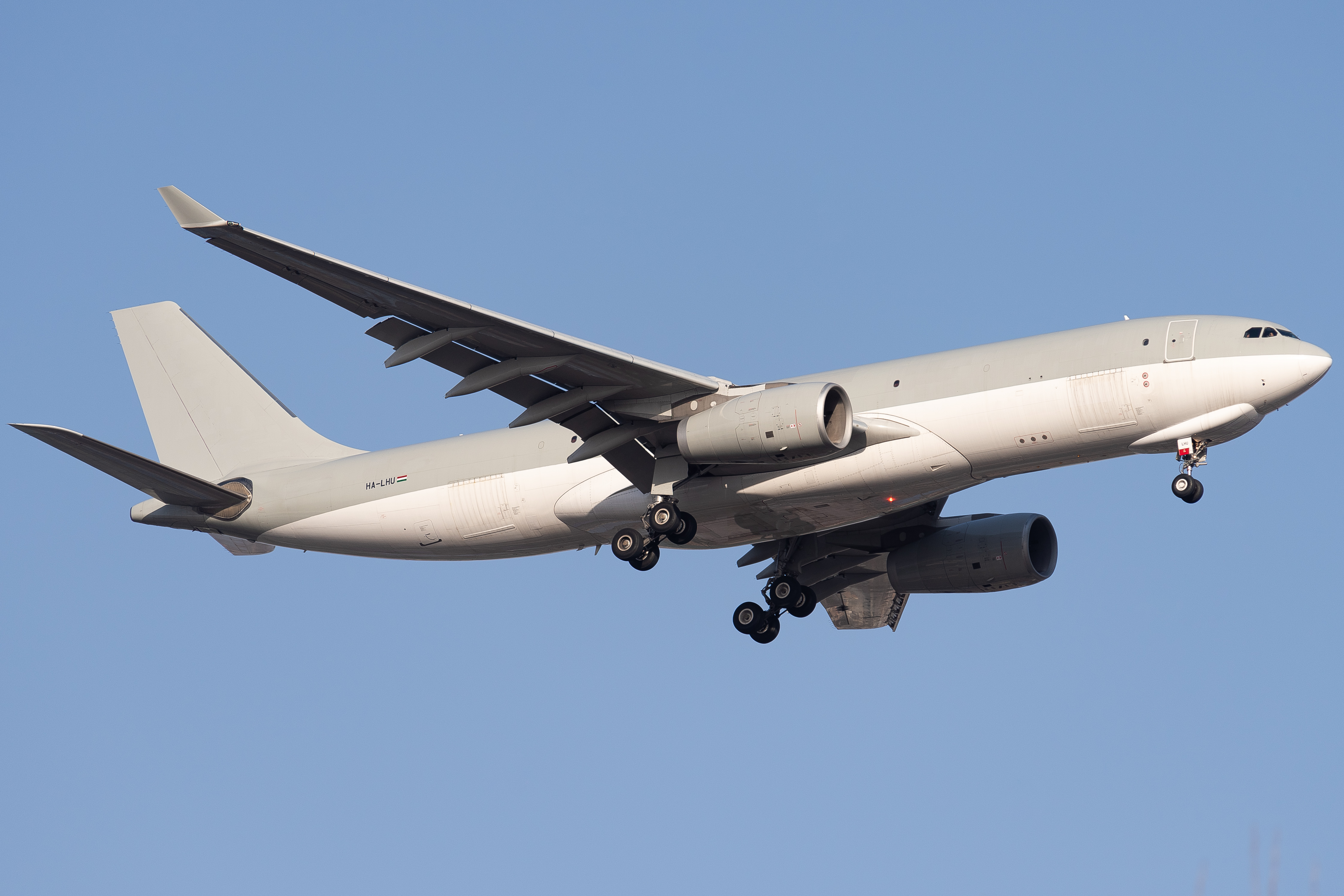
エアバスA330-200F（貨物機）